# ميغيل بايزا (مقاتل)
ميغيل بايزا (بالإنجليزية: Miguel Baeza؛ مواليد 23 أغسطس 1992) هو مُقاتل فنون قتالية مختلطة أمريكي.

## وصلات خارجية
- ميغيل بايزا (مقاتل) على موقع يو إف سي (الإنجليزية)
- ميغيل بايزا (مقاتل) على موقع شيردوغ (الإنجليزية)
- ميغيل بايزا (مقاتل) على موقع Tapology.com (الإنجليزية)